# Verena Schweers
Verena Schweers, vor 2018 Verena Faißt (* 22. Mai 1989 in Ettenheim) ist eine ehemalige deutsche Fußballspielerin.

## Karriere

### Vereine

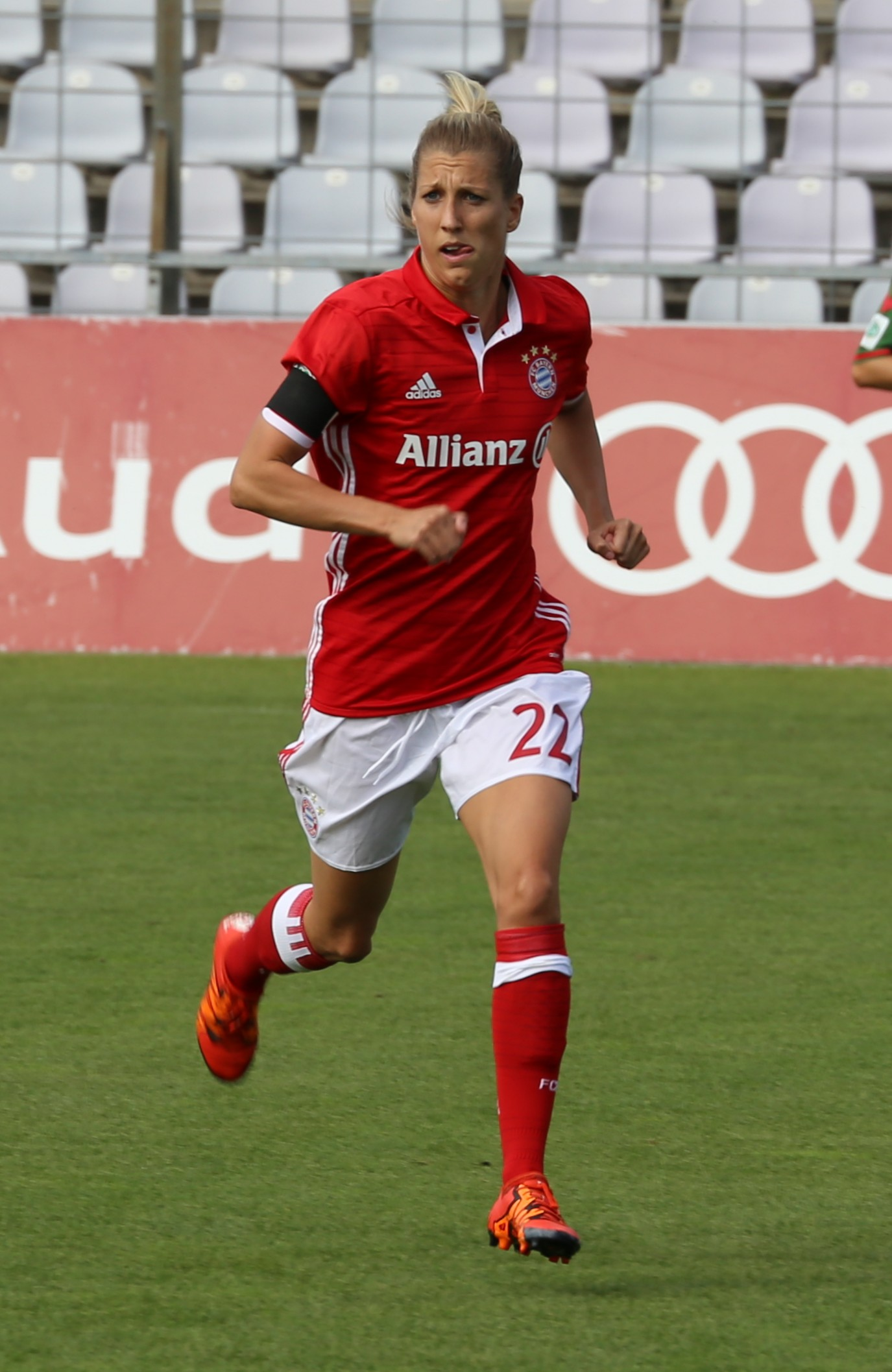
Verena Schweers (2016)

Ihre Karriere begann Verena Schweers im Jahre 2000 in der Fußballabteilung des SC Kappel in Kappel-Grafenhausen. In der Winterpause 2003/04 wechselte sie zu den Juniorinnen des SC Freiburg, trainierte 2005 bisweilen mit dessen Bundesligamannschaft und kam in der zweiten Mannschaft einige Male zum Einsatz. In der B-Jugend-Mannschaft spielte sie von 2004 bis 2006 regelmäßig. 2006 rückte sie in den Bundesligakader auf und bestritt die folgenden vier Spielzeiten für den SC Freiburg in der Bundesliga.
Nach dem Abstieg ihrer Mannschaft aus der Bundesliga 2010 wechselte Schweers zur Saison 2010/11 zum VfL Wolfsburg. In der Saison 2012/13 wurde sie mit der Mannschaft Deutscher Meister, Pokalsieger und Sieger der Champions League. 2014 gewann sie mit dem VfL Wolfsburg erneut die Meisterschaft, die Champions League und 2015 erneut den Pokal.
Zur Saison 2016/17 wurde Schweers vom FC Bayern München verpflichtet, der sie mit einem bis zum 30. Juni 2018 laufenden Vertrag ausstattete. Ihr Pflichtspieldebüt gab sie am 3. September 2016 (1. Spieltag) beim 1:1-Unentschieden im Heimspiel gegen den SC Freiburg. Nach vier Jahren verließ sie den FC Bayern im Juni 2020.
Am 31. Juli 2020 gab sie ihr Karriereende bekannt, nachdem der Verein ihren auslaufenden Vertrag nicht verlängert hatte.

### Nationalmannschaften
Verena Schweers durchlief die U-15- bis U-18-Auswahlen des Südbadischen Fußballverbandes. Seit September 2006 spielt sie in der U-19-Nationalmannschaft. Sie gehörte zum Kader der U-20-Nationalmannschaft, die an der WM 2008 in Chile teilnahm und den dritten Platz erreichte.
Am 28. Oktober 2010 debütierte sie in der A-Nationalmannschaft, die in Wolfsburg mit 2:1 gegen die australische Auswahl gewann. Bei der WM 2011 in Deutschland gehörte sie zum Mannschaftskader, kam aber zu keinem Einsatz.
Die Teilnahme an der Europameisterschaft 2013 musste sie aufgrund eines Pfeifferschen Drüsenfiebers absagen. Für die WM 2019 wurde sie von der neuen Bundestrainerin Martina Voss-Tecklenburg ins deutsche Team berufen. Sie hatte zwei Einsätze in den Gruppenspielen sowie einen Einsatz im Achtelfinale.

## Persönliches
Am 7. Juli 2018 heiratete sie Christian Schweers, den Sales Manager Sponsoring des FC Bayern München, in der St.-Laurentius-Kirche in Rottach-Egern. 2021 kam ihr gemeinsamer Sohn zur Welt. Sie studierte soziale Arbeit und arbeitete zeitweise als Erzieherin.

## Erfolge

### Vereine
- Champions-League-Siegerin 2013, 2014
- Deutsche Meisterin 2013, 2014
- DFB-Pokal-Siegerin 2013, 2015, 2016, -Finalistin 2018

### Nationalmannschaft
- Dritter der U-20-Weltmeisterschaft 2008